# Bolinichthys supralateralis
Bolinichthys supralateralis és una espècie de peix de la família dels mictòfids i de l'ordre dels mictofiformes.

## Morfologia
- Els mascles poden assolir 11,7 cm de longitud total.[4][5]

## Hàbitat
És un peix marí i d'aigües profundes que viu entre 40-850 m de fondària.

## Distribució geogràfica
Es troba a l'Atlàntic oriental, l'Atlàntic occidental, l'Índic (incloent-hi Tasmània), el Pacífic (a prop de les Hawaii) i el Mar de la Xina Meridional (a prop de les illes Tungsha).